# Famille d'Éos
La famille d'Éos est une famille d'astéroïdes de la ceinture principale dont on pense qu'elle s'est formée à la suite d'une ancienne collision catastrophique. Les membres de cette famille partagent des orbites voisines. La famille est nommée d'après (221) Éos.
Les astéroïdes de la famille d'Éos ont des demi-grands axes compris entre 2,99 et 3,03 unités astronomiques, des excentricités entre 0,01 et 0,13 et des inclinaisons entre 8° et 12°. On en connaissait, en 2006, environ 4400 membres.

## Membres
Tous les fragments du corps parent initial ne sont pas restés dans la zone orbitale occupée par la famille d'Éos. Une analyse spectroscopique a montré de certains de ces astéroïdes sont maintenant situés dans la zone de résonance 9:4 avec Jupiter. Ces fugitifs apparaissent relativement jeunes par comparaison aux autres membres de la famille.

### L'amas de(633) Zelima
Dans un article publié fin octobre 2018, Georgios Tsirvoulis annonce la découverte d'une sous-famille d'astéroïdes au sein de la famille d'Éos, baptisée l'amas de (633) Zelima, d'après son membre de plus petit numéro. Cette sous-famille aurait un âge de (2,9 ± 0,2) millions d'années. La famille est définie avec une coupure à 20 mètres par seconde, ce qui implique qu'elle comprend 26 membres :
- (633) Zelima
- (6733) 1992 EF
- (89714) 2001 YA114
- (119786) 2002 AE65
- (149046) 2002 BU11
- (230472) 2002 RG241
- (250011) 2002 AY48
- (292616) 2006 UE1
- (298735) 2004 GB9
- (299846) 2006 SE227
- (324175) 2006 AU14
- (364004) 2005 UH450
- (368472) 2003 SQ191
- (372029) 2008 QB45
- (402372) 2005 WO210
- (411116) 2009 WC111
- (412371) 2013 NC13
- (421572) 2014 OP193
- (443574) 2014 KQ55
- (449004) 2012 BY5
- (456020) 2005 YU83
- (475448) 2006 RG55
- (487314) 2014 QA116

### Autres membres de la famille d'Éos
Sont ici listés les membres de la famille d'Éos présent dans l'article de J. Degewij, J. Gradie et B. Zellner de 1978 qui ne font pas partie de l'amas de Zelima
- (221) Éos
- (339) Dorothea
- (450) Brigitta
- (513) Centesima
- (562) Salomé
- (639) Latone
- (651) Anticlée
- (653) Bérénice
- (661) Clélie
- (669) Kypria
- (742) Edisona
- (807) Ceraskia
- (876) Scott
- (890) Waltraut
- (1075) Helina
- (1087) Arabis
- (1129) Neujmina
- (1148) Rarahu
- (1186) Turnera
- (1199) Geldonia
- (1210) Morosovia
- (1286) Banachiewicza
- (1339) Désagneauxa
- (1416) Renauxa
- (1434) Margot
- (1532) Inari
- (1533) Saimaa
- (1604) Tombaugh
- (1723) Klemola
- (1767) Lampland